# Ishaqzaade
Pour plus de détails, voir Fiche technique et Distribution.
Ishaqzaade (hindi : इशकज़ादे) est un film indien écrit et réalisé par Habib Faisal sorti en 2012.
Les rôles principaux sont tenus par deux jeunes débutants, Arjun Kapoor dont c'est le premier film et Parineeti Chopra dont c'est le second. Il est produit par Aditya Chopra pour Yash Raj Films. Les chansons sont composées par Amit Trivedi sur des paroles de Kausar Munir. C'est l'un des succès inattendu du 1er semestre en Inde.

## Synopsis
Parma Chauhan et Zoya Qureshi appartiennent à des familles dont la brutale rivalité politique remonte à plusieurs générations. Alors que Parma est un bon à rien qui subit les sarcasmes de son grand-père, patriarche du clan Chauhan, Zoya, au caractère bien trempé, est la fille unique et choyée de sa famille. Leur première rencontre est orageuse, mais le jeune homme est séduit par la beauté et l'intrépidité de la jeune femme qui elle-même n'est pas insensible au charme un peu rustre du garçon.
Cependant, après qu'ils se sont enfuis et ont eu des relations sexuelles, Parma révèle à Zoya que sa seule intention était de la déshonorer pour venger sa famille et l'humiliation qu'elle lui a fait subir en le giflant en public, et il l'abandonne. Désespérée et déterminée à se venger, Zoya pénètre chez les Chauhan pour tuer Parma mais, au cours de l'altercation qui s'ensuit, la mère de Parma est tuée et les deux jeunes gens s'enfuient de nouveau. Zoya pardonne à Parma et leur amour reprend le dessus. Elle décide alors d'essayer de réconcilier les deux familles, mais celles-ci joignent leurs efforts pour éliminer les jeunes amoureux qui ont bafoué leur honneur.

## Fiche technique
- Titre : Ishaqzaade
- Titre original : इशकज़ादे
- Réalisation : Habib Faisal
- Scénario : Habib Faisal sur une histoire d'Aditya Chopra et Habib Faisal
- Directeur artistique : Sanjoy Das Gupta
- Costumes : Varsha-Shilpa
- Chorégraphies : Rekha et Chinni Prakash
- Photographie : Hemant Chaturvedi
- Montage : Aarti Bajaj
- Musique : Amit Tridevi
- Musique d'accompagnement : Ranjit Barot
- Production : Aditya Chopra
- Société de production : Yash Raj Films
- Pays d'origine :  Inde
- Langue originale : Hindi
- Format : Couleurs — 2,35:1 — 35 mm - Dolby Digital
- Genre : Action, drame et romance
- Durée : 133 minutes (longueur : 3 661,73 m)[2]
- Budget : 145 millions de roupies indiennes[3]
- Revenu net : 457,3 millions de roupies indiennes[4] en Inde
- Date de sortie : 11 mai 2012[5] en Inde

## Distribution
- Arjun Kapoor : Parma Chauhan
- Parineeti Chopra : Zoya Qureshi
- Gauhar Khan : Chand Bibi

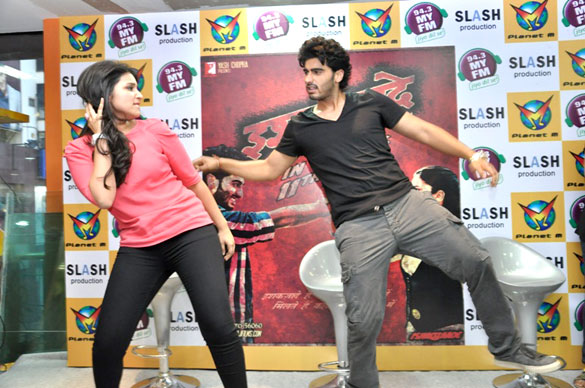
Parineeti Chopra et Arjun Kapoor lors de la promotion du film à Jaipur (2)

- Anil Rastogi : Surya Chauhan, le père de Parma
- Natasha Rastogi : Amma Chauhan, la mère de Parma
- Ratan Singh Rathore : Aftab Qureshi, le père de Zoya
- Charu Rastogi : Ammi Qureshi, la mère de Zoya

## Musique
La bande originale comprend sept chansons composées par Amit Trivedi sur des paroles de Kausar Munir et Habib Faisal. D'une durée de 33 min 10 s, elle est sortie le 12 avril 2012 distribuée par Sony Music.  
| No | Titre                                     | Chanteur(s)                                 | Durée |
| -- | ----------------------------------------- | ------------------------------------------- | ----- |
| 1. | Ishaqzaade                                | Shreya Ghoshal, Javed Ali                   | 5:16  |
| 2. | Chokra Jawaan (Paroles d'Habib Faisal)    | Sunidhi Chauhan, Vishal Dadlani             | 5:09  |
| 3. | Pareshaan                                 | Shalmali Kholgade                           | 4:51  |
| 4. | Jhalla Wallah                             | Shreya Ghoshal                              | 5:51  |
| 5. | Aafaton Ke Parinde                        | Suraj Jagan, Divya Kumar                    | 3:22  |
| 6. | Pareshaan (Remix par Abhijit Vaghani)     | Shalmali Kholgade                           | 4:29  |
| 7. | Jhalla Wallah (Remix par Abhijit Vaghani) | Shreya Ghoshal, Ajinkya Iyer, Neumann Pinto | 4:00  |

## Box office
- Première semaine : 250 720 000
- Deuxième semaine : 72 500 000
- Troisième semaine : 42 500 000
- Quatrième semaine : 14 500 000
- Total Inde : 380 220 000[8]

## Vidéographie
- DVD toutes zones, hindi, sous-titres anglais et arabe - édité par Yash Raj Films  (EAN 8-902797-660592)
- Blu-Ray toutes régions, hindi, sous-titres anglais et arabe - édité par Yash Raj Films  (EAN 8-902797-000367)